# Gary Gilmore's Eyes
Gary Gilmore's Eyes è un singolo del gruppo punk rock The Adverts pubblicato nel 1977 (B-side Bored Teenagers).
La canzone raggiunse la posizione numero 18 nella britannica UK Singles Chart nel settembre 1977 e garantì alla band un'apparizione nel programma televisivo Top of the Pops.
Originariamente il brano avrebbe dovuto far parte dell'album di debutto della band, Crossing the Red Sea with the Adverts, ma fu escluso all'ultimo momento. Tuttavia, in seguito è stato incluso in svariate ristampe dello stesso.

## Il brano
La canzone venne scritta dal frontman degli Adverts T.V. Smith dal punto di vista di un paziente che si è appena sottoposto a un intervento chirurgico per il trapianto della cornea e scopre di avere ricevuto gli occhi del duplice omicida giustiziato Gary Gilmore. Gilmore aveva richiesto che i suoi occhi fossero donati alla scienza dopo la sua esecuzione, in quanto "probabilmente erano l'unica parte utilizzabile del suo corpo".
Dopo l'esecuzione capitale di Gilmore, furono rimosse svariate parti del suo corpo per l'utilizzo in trapianti o per studio. Le sue cornee furono effettivamente trapiantate.

## Tracce singolo

### Versione 1977
1. Gary Gilmore's Eyes
2. Bored Teenagers

### Versione 1983
1. Gary Gilmore's Eyes
2. New Day Dawning
3. We Who Wait

## Cover
- Nel 1991 Gary Gilmore's Eyes è stata reinterpretata, in collaborazione con il frontman degli Adverts T.V. Smith, dal gruppo punk tedesco Die Toten Hosen nell'album Learning English, Lesson One. In seguito Smith ha registrato un'altra versione della canzone insieme ai Die Toten Hosen, per il suo album del 2001 Useless: The Very Best of T.V. Smith.
- La band finlandese Punk Lurex OK ha inciso una versione in lingua finlandese della canzone con il titolo Tappajan Silmät ("gli occhi dell'assassino"), e l'ha pubblicata su singolo nel 1994. Nel 2000 T.V. Smith collaborò con i Punk Lurex OK, per registrare un'altra versione del brano che fu inclusa nell'EP The Future Used to Be Better.
- Il gruppo ska finlandese The Valkyrians ha pubblicato una versione di Gary Gilmore's Eyes nell'album Punkrocksteady del 2011.